# 덕원중학교 (서울)
덕원중학교(德源中學校)는 대한민국 서울특별시 강서구 내발산동에 있는 사립 중학교이다.

## 학교 연혁
- 1977년 11월 26일 : 학교법인 우진학원 설립인가
- 1977년 11월 26일 : 초대 이중근 이사장 취임
- 1979년 3월 6일 : 우진중학교 개교
- 1979년 3월 6일 : 송성규 교장 취임
- 1982년 2월 11일 : 제1회 졸업식 거행 (556명 졸업)
- 1982년 7월 3일 : 덕원중학교로 교명 변경
- 2016년 8월 12일 : 학교법인 우정학원으로 명의 변경
- 2016년 11월 30일 : 나길순 이사장 취임
- 2023년 2월 9일 : 제42회 졸업식 거행 (총 졸업생 15,858명)
- 2023년 2월 24일 : 이경자 교장 취임
- 2023년 3월 2일 : 제45회 입학식 거행 (입학생 243명)
- 2025년 2월 26일 : 윤혜영 교장 취임

## 참고 자료
- 덕원중학교 - 한국교육학술정보원 학교알리미